# Немезиан
Вижте пояснителната страница за други личности с името Марк Аврелий.
Марк Аврелий Олимпий Немезиан (на латински: Marcus Aurelius Olympius Nemesianus), известен само като Немезиан, e латински поет от 3 век, достигнал разцвет при управлението на императорите Кар (282 – 283), Нумериан (283 – 284) и Карин (282 – 285).
Немезиан произлиза от римски Картаген. Започва поетично състезание с император Нумериан. Автор е на поемите Halieutica („За рибарското изкуство“), Nautica („За мореплаването“) и Cynegetica („За ловните умения“). От последното е запазен фрагмент от 325 стиха в хекзаметър.
Автор е на четири пасторални еклоги, първоначално приписани на Тит Калпурний Сикул:
- I: „Химн за умрелия овчар Мелибой“ (Meliboeus)
- II: „Любовно оплакване на овчарите Идас и Алкон от момичето Донаке“
- III: „Песен на Пан за Бакхус“
- IV: „Оплаквания на двамата овчари Лицидас и Мопс, нещастни в любовта“.